# Arenaria interpres
Il voltapietre (Arenaria interpres, Linnaeus 1758) è un uccello che fa parte della famiglia scolopacidae. È un migratore che nidifica nella parte settentrionale dell'Eurasia e del Nord America per poi volare verso sud in inverno lungo le coste di quasi tutto il mondo. Il nome deriva dalla sua capacità di voltare velocemente le pietre per mangiarne gli insetti che vi si annidano sotto.

## Descrizione
È un uccello piuttosto piccolo e tarchiato, lungo 22-24 centimetri, con un'apertura alare di 50-57 centimetri e un peso che si aggira intorno agli 85-150 grammi. Il becco scuro e conico è lungo 2-2,5 centimetri e leggermente rivolto verso l'alto. Le zampe sono piuttosto corte (3,5 centimetri) e di colore arancione.
In tutte le stagioni il piumaggio è dominato da un disegno arlecchino bianco e nero. Durante la stagione riproduttiva questi uccelli hanno la parte superiore rossiccia con macchie nere. La testa è bianca con una fascia nera che parte dagli occhi e si allaga fino a ricoprire tutto il petto tranne una macchia bianca ai lati. Le parti inferiori sono bianche. La femmina ha un colore meno brillante del maschio e la testa più scura.
Gli adulti fuori dalla stagione riproduttiva sono più scuri, con la testa quasi completamente marrone macchiata di bianco, mentre il dorso è bruno con qualche chiazza nera.

## Biologia

### Alimentazione
Il voltapietre si ciba soprattutto di invertebrati, ma non disdegna carogne, uova e vegetali. Gli insetti costituiscono un alimento particolarmente importante durante la stagione riproduttiva. Si nutre inoltre di crostacei, molluschi e vermi. Spesso rivolta le pietre per cercare gli insetti e gli altri invertebrati di cui si nutre sotto di esse. Da qui deriva appunto il suo nome comune. Solitamente si nutre in gruppo.

### Riproduzione
È un uccello monogamo e le coppie possono rimanere unite per più di una stagione riproduttiva. Il nido è costituito da un semplice avvallamento nel terreno largo circa 11 centimetri e profondo 3 centimetri, spesso ricoperto con un letto di foglie. Può essere scavato sia tra la vegetazione sia su un nudo terreno sassoso. Diverse coppie possono nidificare vicine tra di loro.
Una singola covata può essere composta da un numero di uova compreso tra 2 e 5, ma nella maggior parte dei casi il nido contiene 4 uova lisce e leggermente lucide che misurano 41 millimetri di altezza e 29 millimetri di larghezza per un peso che si aggira intorno ai 17,9 grammi. Il colore è variabile, ma solitamente sono verdi brunastre con macchie marrone scuro più dense nell'estremità più larga. L'incubazione inizia quando è stato deposto l'ultimo uovo e dura di solito dai 22 ai 24 giorni. La femmina è maggiormente responsabile dell'incubazione delle uova, ma verso la fine può aiutare anche il maschio.
I pulcini sono precoci e sono capaci di lasciare il nido molto presto dopo la cova. Nella parte superiore sono giallognoli con macchie grigio scuro, mentre nella parte inferiore sono bianchi. Sono capaci di nutrirsi da soli, ma sono protetti dai genitori, soprattutto dal maschio. La muta avviene dopo 19-21 giorni.

## Distribuzione e habitat

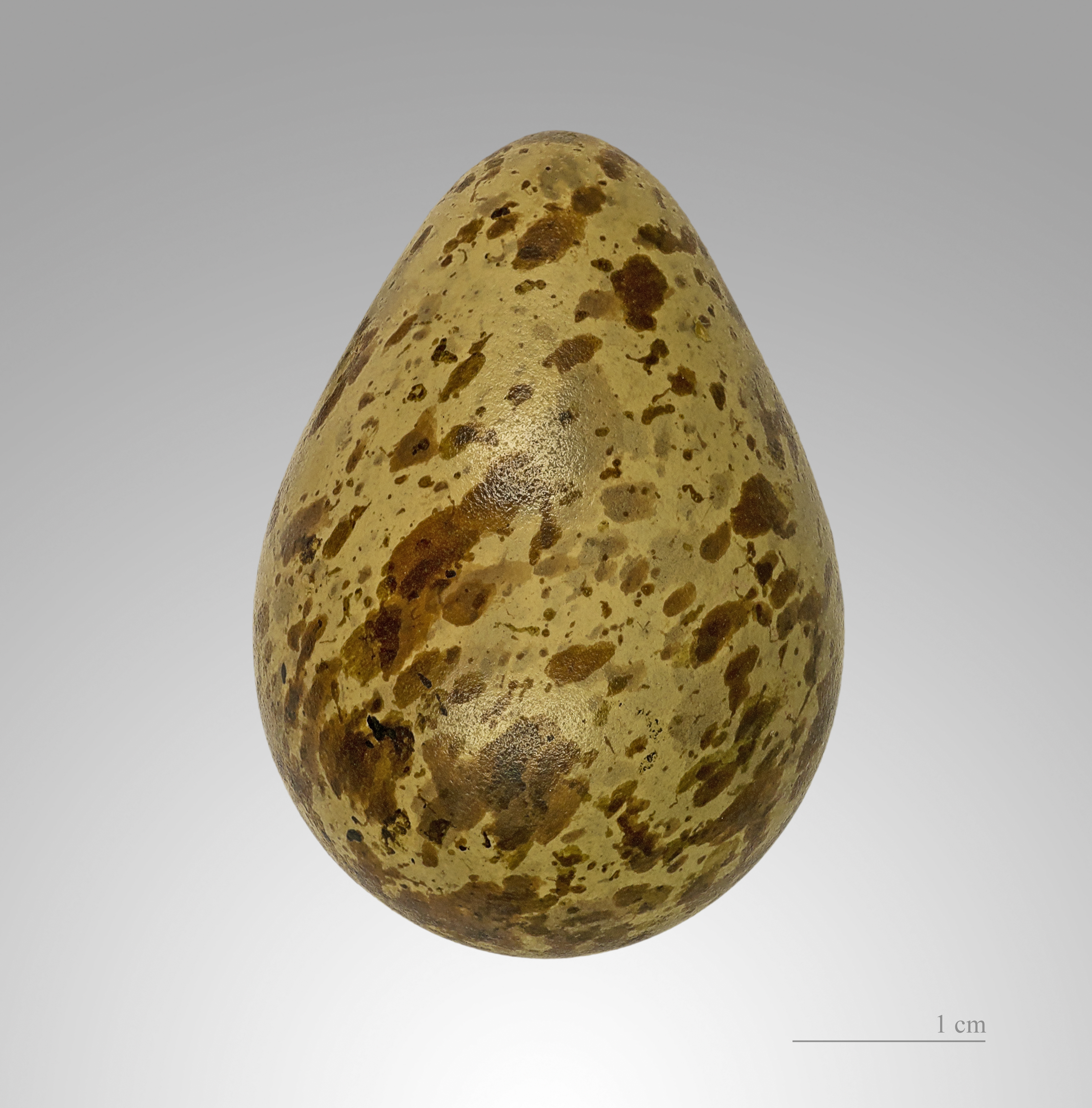
Arenaria interpres

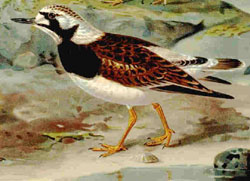
Il disegno di un voltapietre.

Il voltapietre nidifica alle latitudini più settentrionali, solitamente mai a più di qualche chilometro di distanza dal mare. La sottospecie A. i. morinella è presente nella parte nord dell'Alaska e nel Canada artico, spingendosi a est fino all'isola di Baffin. A. i. interpres si riproduce nell'Alaska occidentale, sull'isola di Ellesmere, in Groenlandia, Danimarca, Scandinavia, Estonia e Russia settentrionale. In passato nidificava anche sulle coste baltiche della Germania e forse anche in Scozia e nelle isole Fær Øer.
Nelle Americhe il voltapietre sverna lungo le coste dello stato di Washington, e del Massachusetts per arrivare verso sud fino alla punta meridionale del Sud America, anche se è raro avvistarlo nella parte meridionale del Cile e dell'Argentina ed è tuttora non confermata la sua presenza saltuaria nelle isole Falkland. In Europa sverna nelle regioni occidentali dall'Islanda fino alla Norvegia e alla Danimarca a sud. Solo un piccolo numero si spinge fino alle coste del Mediterraneo. In Africa è comune lungo le coste del Sudafrica e soprattutto nelle isole al largo. In Asia è diffuso nella parte meridionale, con alcuni esemplari che svernano nella parte meridionale di Cina e Giappone (soprattutto nelle isole Ryūkyū). È presente in Tasmania e Nuova Zelanda e in molte isole del Pacifico. Alcuni uccelli non nidificanti restano tutto l'anno nelle aree di svernamento e mantengono il piumaggio invernale anche in primavera e in estate.
Il voltapietre può sopravvivere in una grande varietà di climi, dall'artico ai tropici. Il tipico ambiente di nidificazione è la tundra in vicinanza dell'acqua. Fuori dalla stagione riproduttiva lo si può avvistare lungo le coste, soprattutto quelle rocciose. Lo si può trovare anche vicino a costruzioni artificiali come moli e frangiflutti. Non è raro che si avventuri in ampi spazi erbosi vicino alla costa. Piccoli gruppi si possono rinvenire nelle zone umide più interne, soprattutto durante le migrazioni autunnali e primaverili. Questi uccelli solitamente sono legati a particolari siti e vi si recano anno dopo anno.